# Vetcho Lolas
 (novembre 2020).
Vetcho Lolas, de son vrai nom Hervé Bié Gnimozer, Née le 22 juillet 1980 est un chanteur, instrumentiste, arrangeur et ex-disc jockey ivoirien d'origine Guéré de coupé-décalé, de musique religieuse et de makossa. Titulaire de trois albums, il invente à l'été 2008, avec son 3e album, un concept appelé la « shamakuana », c'est-à-dire la « danse des bluffeurs ».

## Biographie
Vetcho Lolas est le fils de Joe Paolo, percussionniste de Kéké Kassiry' et l'ami de Shaggy Sharufa et N'Guessan Amessan dit « Bebi Philip » officiait en tant que disc jockey dans l'un des plus grands maquis abidjanais. C'est en tant que DJ qu'il contribue longtemps dans le silence à donner de la visibilité à beaucoup d'artistes du registre du coupé-décalé. Comme la plupart des disc-jockeys ivoiriens, il décide de se produire en musique, il sort sa première œuvre discographique intitulée  Couvre-feu en 2002 avec le groupe de danse Lolas qu'il intègre en 1999. Puis il sort un single dénommé La moulance. Après cette œuvre, il sort son 2e album intitulé Chipeur, arrête de chiper. C'est un véritable échec. En 2007, il se produit chez le jeune ingénieur du son N'Guessan Amessan et sort une 4e œuvre discographique qui promeut un nouveau concept et danse intitulé « La Gbèlèche ».
Malgré ces quatre œuvres, le disc-jockey au multiples talents reste dans l'ombre. Il ne rencontre le succès qu'à l'été 2008 où il sort un 3e album qu'il enregistre chez N'Guessan Amessan intitulé La Shamakuana ou Shamakoana, autrement dit « la danse des bluffeurs », produit par Georgy The Best et Jérôme Zoma. Depuis août 2008, ce concept reste au top des hits en Côte d'Ivoire. Ce concept est fait pour « tous ceux qui aiment faire le malin et se distinguer » selon son créateur même.

## Discographie

### Albums
- 2002: Couvre-feu (avec le groupe Lolas)
- ? : Chipeur, arrête de chiper
- 2008: La Shamakuana

### Singles
- ? : La moulance
- 2007: La Gbèlèche